# Milk Morinaga
Milk Morinaga (森永 みるく Morinaga Miruku) é uma mangaká e artista de doujinshi do Japão. Natural de Tóquio. Diferente da AV idol de mesmo nome.
Atua também como presidente do circle (grupo) de doujin "Myao", e publica em seu blog suas participações no Comiket.

## Visão geral
Sua estreia foi com ilustrações na Revista Cobalt. Depois de seus trabalhos voltados para o público adulto, tem seus trabalhos publicados na Yuri Shimai, revista do gênero Yuri da editora Magazine・Magazine e em sua sucessora Yuri Hime, da editora Ichijinsha. Tem publicado também na revista de antologia Yuri da Houbunsha, Tsubomi, desde a sua criação.
Nas compilações de sua fase inicial, há trabalhos com relações entre mulheres e homens, e a autora diz que algumas delas têm influência da mangaká Noriko Nagano. Atualmente, seus trabalhos são em sua maioria histórias Yuri. Seus mangás geralmente possuem um par com uma menina de cabelos curtos e outra de cabelos longos e mais claros. É fã da personagem Rei Inoue, de Sailor Moon. Tem gatos de estimação e um amor insuperável por gatos em geral. Quando representa a si mesma, desenha um gato de sobrancelhas e uma fita na cabeça.  
Sua maior obra, GIRL FRIENDS, foi publicada em Taiwan, na Coreia, nos Estados Unidos, na França e na Rússia.
Fez também ilustrações para o livro de caridade Smile/Yell (para as regiões atingidas pelo terremoto de Touhoku).

## Obras
- STUDY AFTER SCHOOL
- Nikurashii Anata e
- Study after school - Nova edição de STUDY AFTER SCHOOL
- Milk Shell
- Mea
- Kuchibiru Tameiki Sakurairo
- Amai Kuchibiru
- Girl Friends
- Himitsu no Recipe
- Gakuen Police
- Ohime-sama no Himitsu
- Hana to Hina wa Houkago

## Outros trabalhos
- Marine Rouge - storyboard - Bishoujo game para PC-98.